# GUNDAM―来たるべき未来のために―
GUNDAM―来たるべき未来のために―は、2005年7月から各地で巡回開催された美術展。通称、ガンダム展。
アニメ『機動戦士ガンダム』をテーマとし、「ガンダム世代」の芸術家が「文化現象」をキーワードとして、メッセージを読み解き表現する試みであるとしている。アニメを題材としているがあくまで美術展であるため、子供向けコンテンツは無いが、中にはアニメ作中に登場するフラナガン機関の「ニュータイプの適性試験」を受けられる内容の作品も展示された。また、会場では限定のガンプラが販売された。
開幕イベントの際は『機動戦士ガンダム』生みの親である富野由悠季が招かれたほか、上野の森美術館での開催以降、富野自身の手による作品も新たに加わった。
アニメをテーマとした美術展は非常に珍しく、その題材が人気作品である『機動戦士ガンダム』であることも相まって話題を呼び、大手ニュースサイトで取り上げられた。

## 開催期間・会場
- サントリーミュージアム（大阪府大阪市、2005年7月15日～8月31日）
- 上野の森美術館（東京都、2005年11月6日～12月25日）
- せんだいメディアテーク（宮城県仙台市、2006年4月19日～5月21日）
- 高浜市やきものの里かわら美術館（愛知県高浜市、2006年6月10日～7月23日）
- 札幌芸術の森美術館（北海道札幌市、2006年8月6日～9月24日）
- 京都国際マンガミュージアム（京都府京都市、2007年2月10日～3月25日）

## 開催概要
- エキシビジョン・キュレーター：東谷隆司
- エキシビジョン・デザイン：nendo
- サウンド・デザイン：浅野達彦

## 主な参加アーティスト
- 会田誠「ザク（戦争画RETURNS番外編）」
- 小谷元彦「胸いっぱいの愛を」
- 田中功起「ピキピキーン（劇場版）」
- 西尾康之「Crash セイラ・マス」
- 横山豊蘭「『光る宇宙』ニュータイプ・へんたいかな」
- 今井トゥーンズ「mONsTEr BaLL」
- 宇川直宏「768936352 dimensional of THE WAR」
- 八谷和彦「サイコ・コミュニケーター・システム」